# ورم كلوي
أورام الكلى (بالإنجليزية: Kidney tumours)‏ هي أورام تنمو على الكلى أو بداخلها، ويمكن أن تكون حميدة أو خبيثة (سرطان الكلية).

## ظهور المرض
يمكن الكشف عن أورام الكلى عن طريق التصوير التشخيصي الطبي. قد تظهر الأعراض على المريض كالإحساس بوجود ألم أو كتلة في البطن أو ظهور أكياس في الكلى أو أن يكون لدى المريض بول دموي أو يظهر على المريض متلازمة الابعاد الورمية (Paraneoplastic syndrome).

## إجراءات التشخيص

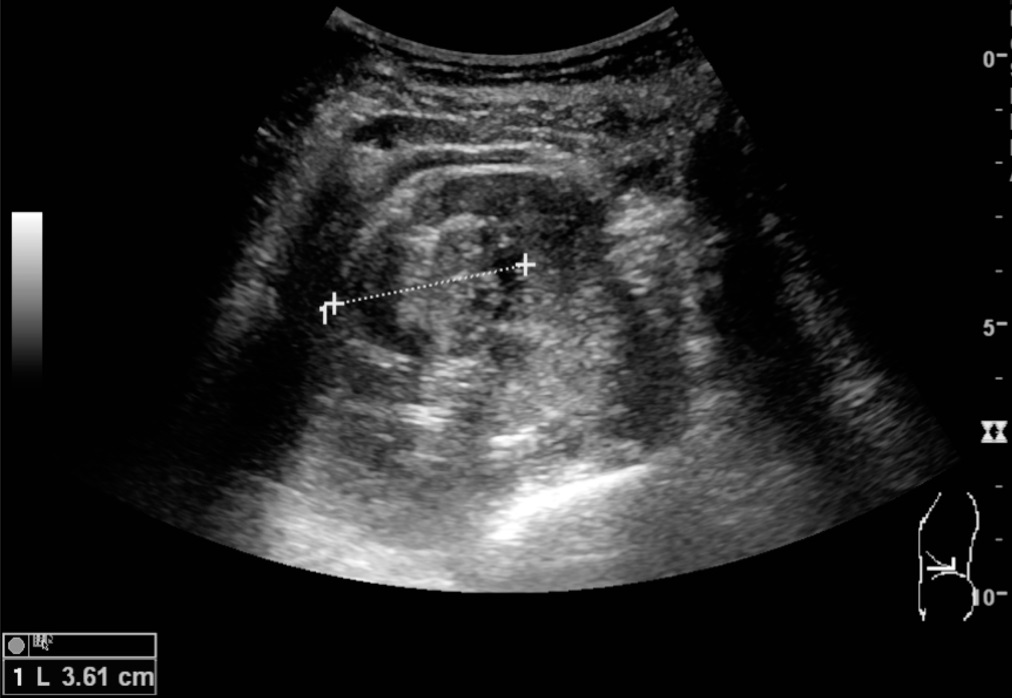
كتل قشرية صلبة والتي كانت تظهر سابقا على انها سرطان الخلايا الكلوية ويتم قياس الكتل الكلوية الصلبة بالموجات الفوق صوتية كما هو موضح بالصورة بعلامة + والخط المتقطع.

يعتبر التصوير المقطعي المحوسب الوسيلة الأولى للكشف عن الكتل الصلبة في الكلى. وعلى الرغم من أنه من الممكن أن تظهر الأكياس النزفية في التصوير المقطعي مشابهة لسرطان الخلايا الكلوية إلا أنه من السهل الكشف عنها بواسطة تخطيط صدى القلب الدوبلري (ويعرف أيضا بالإيكو دوبلر)، وغالبا ما يظهر التصوير بالموجات فوق الصوتية في سرطانات الخلايا الكلوية الأوعية ذات السرعات العالية الناتجة عن اتساع الاوعية الدموية وتحويلها إلى شريان وريدي، وبعض تلك السرطانات هي عبارة عن نقص في الاوعية الدموية ولا يمكن كشفها عن طريق الموجات فوق الصوتية لذلك يجب إجراء المزيد من الفحوصات بالموجات الفوق صوتية المحسنة، حيث تعتبر أكثر دقة من موجات دوبلر الفوق صوتية وذلك للكشف عن وجود أورام الأوعية الدموية، وتلك الأورام التي لم تظهر بشكل واضح في الموجات الفوق صوتية والتي ليست عبارة عن أكياس بسيطة.

### الموجات الفوق صوتية للكلى

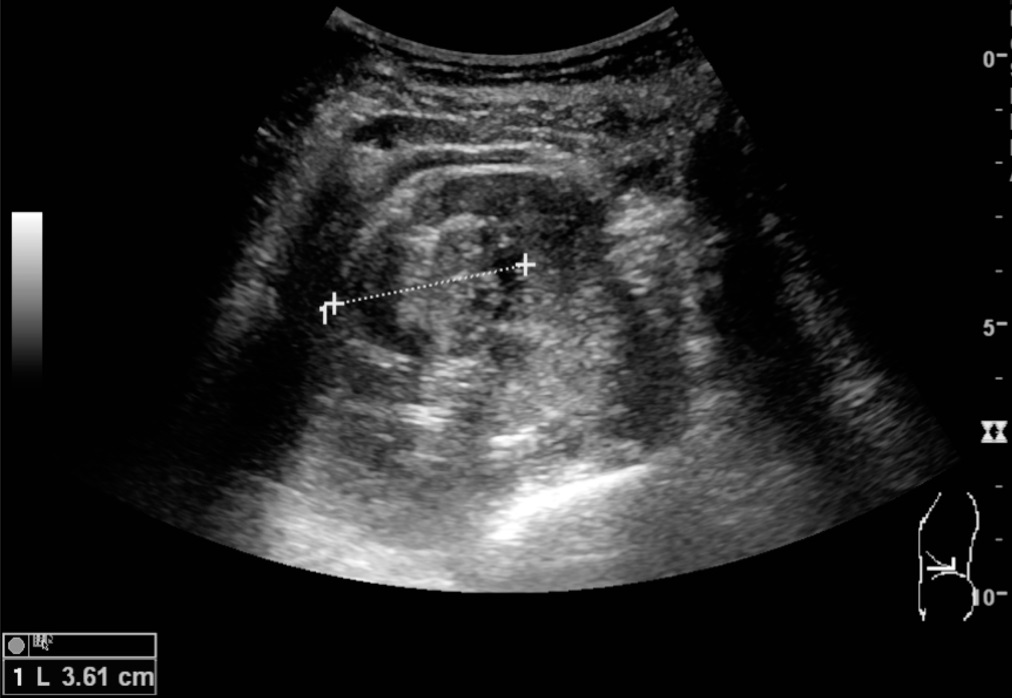
يتم قياس ورم الخلايا الكلوية بكلا الكيسين والمكونات الصلبة الموجودة في القشرة بالموجات الفوق صوتية كما هو موضح بالصورة بعلامة + وخط متقطع.

في التصوير الفوق صوتي للكلى تظهر كتل كلوية صلبة بأصداء داخلية دون جدران واضحة في الكيس وتظهر في موجات دوبلر بانها أورام خبيثة أو لديها احتمالات عالية بأن تكون أورام خبيثة ويعتبر الورم الخلوي الكلوي الأكثر شيوعا بين الأورام الخبيثة حيث يمثل 86% من الأورام الخبيثة في الكلى حيث يتمركز السرطان الكلوي الخلوي على المتن ولكن يمكن أن يكون عالي الصدأ أو منخفض الصدأ ويوجد عادة على شكل مركز في اللب أو الجيوب الانفية ويمكن أن يكون التشقق في الغلاف متعدد البؤر وتحتوي على عناصر كيسية بسبب نخر التكلس حيث يرتبط سرطان الخلايا الكلوية بداء فون هيل والتصلب الجلدي ويوصى باستخدام الموجات الفوق صوتية كأداة لمتابعة الكتل الكلوية لدى المرضى.

## التصنيف

### التشخيص
هنالك أربعة أنواع لأورام الكلى تتضمن ما يلي:

#### أورام خبيثة
- يعتبر سرطان الخلايا الكلوية الأكثر شيوعا وخبثا حيث يتفرع لعدة فروع منها:
  - سرطانه الخلايا الكلوية.
  - سرطان الخلايا الكلوية الحليمي.
  - سرطان كاره اللون.
  - سرطان القنوات المجمعة.
- الورم الكلوي المتوسط الأرومة وهو ورم خلقي من اللحمة المتوسطة للكلى ويتم الكشف عنه عن قبل الولادة أو خلال أول 4 سنوات من الولادة.[3]
- الورم النقيلي أو سرطان المبيض.

#### أورام حميدة
- الورم الكبدي الكلوي.
- الورم الكلوي الكيسي.
- الورم الشحمي العظمي.
- ورم البرعم الحالبي.

### تعقيدات جراحية
يستخدم تقييم جريان الدم الكلوي لقياس مدى تعقيد اورام الكلى للاستئصال الجراحي حيث يقدر بواسطة الاشعة المقطعية كما هو موضح بالجدول التالي:
| العنصر                       | النتيجة الأولى                                       | النتيجة الثانية                                      | النتيجة الثانية                 | النتيجة الثانية                                                                      | النتيجة الثالثة                                                                      |
| (نصف القطر/ القطر الأقصى)    | 4 ≤ سم                                               | 4 >و7 < سم                                           | 4 >و7 < سم                      | 4 >و7 < سم                                                                           | 7 ≥ سم                                                                               |
| (خارجي التنبت /داخلي التنبت) | 50% ≥ خارجي                                          | 50% < خارجي                                          | 50% < خارجي                     | 50% < خارجي                                                                          | داخلي بالكامل                                                                        |
| (الجيوب الكلوية)             | 7≥ ملم                                               | 4> و7< ملم                                           | 4> و7< ملم                      | 4> و7< ملم                                                                           | 4≤ ملم                                                                               |
| (محدد امامي / محدد خلفي      | يشير كلا من "a" p"x" لموقع ورم.                      | يشير كلا من "a" p"x" لموقع ورم.                      | يشير كلا من "a" p"x" لموقع ورم. | يشير كلا من "a" p"x" لموقع ورم.                                                      | يشير كلا من "a" p"x" لموقع ورم.                                                      |
| (الموقع للخطوط القطبية)      | تحت الخط القطبي السفلي تماما وفوق الخط القطبي الأعلى | تحت الخط القطبي السفلي تماما وفوق الخط القطبي الأعلى | كتلة مقابل الخط القطبي          | 50% من الكتل بمقابل الخط القطبي أو بمنتصف الخط القطبي بالتمام أو كتلة بالوسط المحوري | 50% من الكتل بمقابل الخط القطبي أو بمنتصف الخط القطبي بالتمام أو كتلة بالوسط المحوري |
|                              |                                                      |                                                      |                                 |                                                                                      |                                                                                      |

تعبر النتيجة المرتفعة عن مدى صعوبة استئصال الورم جراحيا وبالتالي يستلزم استئصال الكلى.